# Vlag van Banská Bystrica

Vlag van Banská Bystrica (ratio 2:3)

De vlag van Banská Bystrica, een regio van Slowakije, bestaat net als vier van de zeven andere Slowaakse regionale vlaggen uit vier gekleurde vlakken, waarbij de linker twee vlakken vierkant zijn en de rechter twee elk tweemaal zo groot als een linker vlak. De kleuren in de vlag van Banská Bystrica zijn blauw (linksboven), wit (rechtsboven en linksonder) en rood (rechtsonder). Deze kleuren zijn de dominante kleuren in het regionale wapen en om die reden in de vlag opgenomen.
De vlag werd op 29 april 2002 aangenomen.